# Кенгурови
Кенгурови (Macropodidae) са семейство Двуутробни (Marsupialia) бозайници. Основните представители обитават Австралия, но от по-малките кенгурута (наричани валаби) се срещат в Нова Гвинея и остров Тасмания, както и са интродуцирани в Нова Зеландия и някои острови. Те са дневни животни, вегетарианци. Живеят на стада, водени от един възрастен мъжкар. Придвижват се със скокове, а голямата им опашка служи като балансьор. Някои от тях могат да плуват, други да се катерят по дърветата.
Кенгурови се хранят с трева и растения. Те имат къси предни крака, но много силни и дълги задни крака и опашка, с които отскачат. Известни са с това, че могат да скочат напред повече от 8 m и да прескочат ограда висока повече от 3 m. Те също могат да бягат със скорост по-голяма от 45 km/h. При уплаха скокът им достига до 16 m дължина.
Най-големите кенгурута са Голямото сиво кенгуру и Червеното кенгуру, както и Гигантското кенгуру, което се движи на скокове със задните крака и развива до 50 km/h. Възрастните израстват на дължина до 1,6 m и тегло над 90 kg.
В Австралия се среща и Дървесно кенгуру. То се е приспособило за живот на дърветата с грапави възглавнички на лапите и дълги нокти, а с дългата си опашка пази равновесие по дърветата. Храни се основно с листа и дървесна кора, но понякога слиза на земята, за да се храни с храсти и млади стръкчета.

## Размножаване на кенгуруто
Кенгурутата са двуутробни животни. Това означава, че женското кенгуру има външна кожена торба отпред на тялото си. Бременността продължава до 33 дни. Бебето кенгуру се ражда много малко и недоразвито – дължината му е около 2,5 cm и тегло едва 1 g, като самó трябва да изпълзи в торбата на майката, минавайки между дългите косми на козината. Това е най-критичният период за живота на малкото – ако не успее, ще загине. В торбата се храни от млечните жлези, като захапва зърното и то набъбва в устата му, докато я запълни цялата. Така то изпуска определено количество кърма в определено време. Малкото кенгуру прекарва първите 7 – 10 месеца от живота си в торбата, като това продължава и известно време след като спре да бозае. Мъжкото кенгуру няма торба.

## Класификация
Семейството е представено от две съвременни подсемейства. Първото Lagostrophinae е било добре развито през плейстоцена, но днес е представено само от един застрашен от изчезване вид. Другото Macropodinae е формирано от около 60 съвременни вида.
- Семейство Macropodidae[1]
  - Род †Watutia
  - Род †Dorcopsoides
  - Род †Kurrabi
  - Подсемейство †Potoroinae
    - Триб †Potoroini
      - Род †Propleopus Longman, 1924

  - Подсемейство Lagostrophinae[2]
    - Род Lagostrophus
      - Lagostrophus fasciatus, Ивичесто зайцеподобно кенгуру, Ивичесто заекоподобно валаби

    - Род †Tropsodon

  - Подсемейство Sthenurinae
    - Род †Sthenurus
    - Род †Procoptodon
    - Род †Hadronomas
    - Род †Eosthenurus

  - Подсемейство †Balbarinae
    - Род †Nambaroo
    - Род †Wururoo
    - Род †Ganawamaya
    - Род †Balbaroo
    - Род †Silvaroo

  - Подсемейство Macropodinae
    - Род †Prionotemnus
    - Род †Congruus
    - Род †Baringa
    - Род †Bohra
    - Род †Synaptodon
    - Род †Fissuridon
    - Род †Protemnodon
    - Род Dendrolagus: Дървесни кенгурута
      - Dendrolagus inustus, Сиво дървесно кенгуру
      - Dendrolagus lumholtzi, Дървесно кенгуру на Лумхолц
      - Dendrolagus bennettianus, Дървесно кенгуру на Бенет
      - Dendrolagus ursinus, Дървесно кенгуру на Вогелкоп, Белогушо дървесно кенгуру
      - Dendrolagus matschiei, Дървесно кенгуру на Матши
      - Dendrolagus dorianus, Едноцветно тъмнокафяво дървесно кенгуру
      - Dendrolagus goodfellowi, Дървесно кенгуру на Гудфелоу
      - Dendrolagus spadix
      - Dendrolagus pulcherrimus, Златногърбо дървесно кенгуру
      - Dendrolagus stellarum, Дървесно кенгуру на Сери
      - Dendrolagus mbaiso,
      - Dendrolagus scottae,

    - Род Dorcopsis
      - Dorcopsis muelleri,
      - Dorcopsis hageni,
      - Dorcopsis atrata,
      - Dorcopsis luctuosa,

    - Род Dorcopsulus
      - Dorcopsulus vanheurni,
      - Dorcopsulus macleayi,

    - Род Lagorchestes
      - †Lagorchestes asomatus,
      - Lagorchestes conspicillatus,
      - Lagorchestes hirsutus, Западно зайцеподобно кенгуру
      - †Lagorchestes leporides,

    - Род Macropus
      - Подрод Notamacropus
        - Macropus agilis,
        - Macropus dorsalis,
        - Macropus eugenii,
        - †Macropus greyii,
        - Macropus irma,
        - Macropus parma, Белоопашато кенгуру
        - Macropus parryi,
        - Macropus rufogriseus, Ръждивоврато кенгуру

      - Подрод Osphranter
        - Macropus antilopinus,
        - Macropus bernadus,
        - Macropus robustus, Валару
        - Macropus rufus, Ръждиво кенгуру, Червено кенгуру, Червено гигантско кенгуру

      - Подрод Macropus
        - Macropus fuliginosus, Западно сиво кенгуру'
        - Macropus giganteus, Източно сиво кенгуру

    - Род Onychogalea, Ноктоопашати валабита
      - Onychogalea fraenata, Ноктоопашато валаби, Впрегнато валаби
      - †Onychogalea lunata, †Лунно ноктоопашато валаби
      - Onychogalea unguifera,

    - Род Petrogale, Скални кенгурута
      -         - Petrogale brachyotis,
        - Petrogale burbidgei,
        - Petrogale concinna, каменно кенгуру, малко скално кенгуру, малко ръждиво кенгуру
        - Petrogale persephone,
        - Petrogale rothschildi,
        - Petrogale xanthopus, Пъстроопашато скално кенгуру
        - Petrogale assimilis,
        - Petrogale coenensis,
        - Petrogale godmani,
        - Petrogale herberti,
        - Petrogale inornata,
        - Petrogale lateralis,
        - Petrogale mareeba,
        - Petrogale penicillata,
        - Petrogale purpureicollis,
        - Petrogale sharmani,

    - Род Setonix
      - Setonix brachyurus, Куока

    - Род Thylogale: Падемелони
      - Thylogale billardierii, Тасманийски падемелон
      - Thylogale browni,
      - Thylogale brunii,
      - Thylogale calabyi,
      - Thylogale lanatus,
      - Thylogale stigmatica,
      - Thylogale thetis,

    - Род Wallabia
      - Wallabia bicolor